# فورتس بي ان بي باريبا
فورتس بي ان بي باريبا هو بنك دولي مقره في بلجيكا وهو شركة تابعة لـ بي ان بي باريبا . كان سابقًا، جنبًا إلى جنب مع بنك فورتيس هولندا، الذراع المصرفي للمؤسسة المالية فورتيس . بعد استحواذ ايه بي ان امرو غير الناجح في نهاية المطاف، أدت أزمة الرهن العقاري وأخطاء الإدارة إلى بيع الأجزاء الهولندية ولوكسمبورغ من الفرع المصرفي إلى الحكومتين الهولندية ولوكسمبورغ . تم شراء بنك فورتيس نفسه جزئياً من قبل الحكومة البلجيكية (مقابل 4.7 مليار يورو) ، ثم تم شراؤه بالكامل من قبل الحكومة وبيعه إلى بي ان بي باريبا .
فورتس بي ان بي باريبا هو أكبر بنك في بلجيكا. إنه يقدم مجموعة كاملة من الخدمات المالية للعملاء من الأفراد والشركات والأفراد الأثرياء والشركات والمؤسسات العامة والمالية. تنقسم الأنشطة إلى أربعة خطوط أعمال: الخدمات المصرفية للأفراد والخدمات المصرفية الخاصة، الشركات والخدمات المصرفية العامة، الخدمات المصرفية للشركات والاستثمار وحلول الاستثمار. يدعم البنك عملائه في الخارج من خلال مكاتب في حوالي 80 دولة تابعة للبنك الرئيسي بي ان بي باريبا.
هيرمان دايمز هو رئيس مجلس إدارة فورتس بي ان بي باريبا. المدير التنفيذي هو ماكسيم جادوت.

## روابط خارجية
- موقع للأفراد والمؤسسات الصغيرة
- الموقع الدولي والشركات
- الشركات والبنك العام، بلجيكا
- الدور الرئيسي لـ Générale de Banque في التطوير في صناعة بلجيكا ، في Source d'Histoire
- شارع Royale في قلب التاريخ الاقتصادي لبلجيكا ، في Source d'Histoire